# کارتنا
کارتنا (به لاتین: Kartena) یک شهرک در لیتوانی است که در شهرستان کلایپدا واقع شده‌است. کارتنا ۹۳۱ نفر جمعیت دارد.